# Fort Griffin

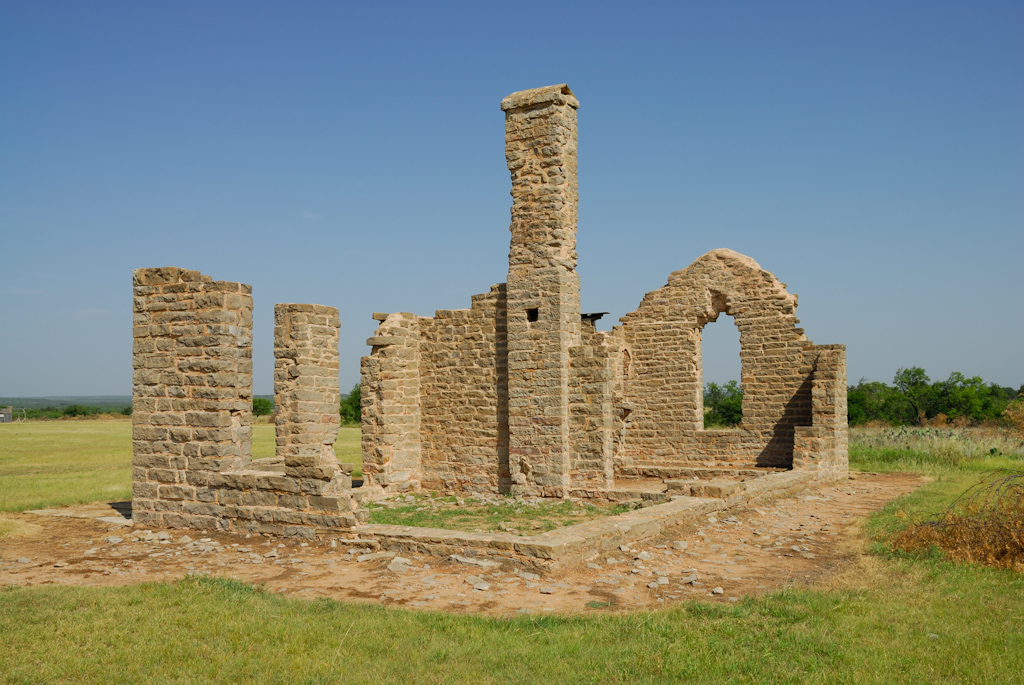
Restos del edificio de la Administración en Fort Griffin, Texas.

Fort Griffin es un despoblado localizado en el condado de Shackelford, Texas, Estados Unidos.

## Historia
El emplazamiento comenzó a erigirse en 1867. Primero fue conocido como Camp Wilson, y después cambió a Fort Griffin en honor del general Charles Griffin quien planeó originalmente el lugar. Una vez establecido, fue un puesto militar bien equipado. Estaba localizado en una colina en los alrededores del riachuelo Clear del río Brazos. En poco tiempo una aldea creció en la parte baja de la colina, que tomó el apelativo del fortín, y pronto comenzaron a llegar gente de diferentes oficios. Asimismo, empezaron a incrementarse los ataques de amerindios de la zona, que mantuvieron en actividad a los militares hasta 1874 cuando los kiowas y comanches fueron desplazados.
El pueblo continuó creciendo hasta ser sitio de encuentro de cazadores de búfalos, cowboys, pistoleros, prostitutas, fugitivos y apostadores. Algunos personajes reconocidos del viejo oeste estadounidense transitaron en Fort Griffin como  Doc Holliday,  Big Nose Kate o John Wesley Hardin. Por el desorden allí provocado el pueblo fue conocido como «La Babilonia en el Brazos». De hecho, los asesinatos eran frecuentes. En octubre de 1874 la localidad fue sede del recién creado condado de Shackelford. Pero, debido a la infamia del sitio, que provocó que los militares tomaran control del desorden, algunos residentes decidieron crear una nueva sede llamada Albany. A pesar del cambio, Fort Griffin continuó su desarrollo como punto de encuentro del transporte de ganado hacia Dodge City; además aparecieron restaurantes, saloons, e incluso circuló un periódico entre 1879 y 1882. Se estima que en su apogeo pudo albergar a unos mil habitantes, cantidad que era doblada con los transeúntes.
A finales de los años 1870 la población del búfalo comenzó a disminuir por la excesiva caza, y con ello los oficios que dependían de su cuero. Algunos residentes comenzaron a mudarse a Albany. Por otro lado, los militares cesaron su estadía en 1881, pues los nativos de la zona habían sido desplazados a reservas. Fort Griffin siguió en actividad hasta los años 1940. Los edificios remanentes del poblado están localizados en una propiedad privada, y los del fortín son administrados desde 2008 por la Texas Historical Commission.